# Katastrofa lotu Pacific Western Airlines 314
Katastrofa lotu Pacific Western Airlines 314 – katastrofa lotnicza, która wydarzyła się 11 lutego 1978 roku. Boeing 737 linii Pacific Western Airlines rozbił się na lotnisku w Cranbrook po odejściu na drugi krąg. Z 49 osób na pokładzie 42 zginęły.

## Samolot
Samolotem, który uległ katastrofie był Boeing 737-275 należący do kanadyjskich linii lotniczych Pacific Western Airlines o numerze rejestracyjnym C-FPWC, oblatany 24 kwietnia 1970 roku. Feralnego dnia, kapitanem samolotu był Chris Miles, a drugim pilotem był Peter Van Oort.

## Przebieg wypadku
Samolot wykonywał rejs na trasie Edmonton-Calgary-Cranbrook-Castlegar; z Calgary wystartował o 12:32. W miejscu przeznaczenia panowały złe warunki atmosferyczne – padał śnieg, a widoczność wynosiła niespełna ponad 1,2 kilometra. Ze względu na silne opady śniegu, na pas startowy nr 16 wjechała odśnieżarka, o czym została powiadomiona załoga lotu 314. Załoga miała zameldować pozycję nad radiolatarnią „Skookum”, co dałoby kierowcy pojazdu naziemnego około 7 minut na opuszczenie drogi startowej, jednak ostatni meldunek pilotów odbył się o 12:46, na wysokości 5,5 kilometra. Załoga minęła radiolatarnię nie informując kontroli ruchu lotniczego i kontynuując podejście według ILS. Samolot wylądował o 12:55, 240 metrów od progu pasa. Nagle załoga zauważyła, że na pasie stoi pojazd odśnieżający. Piloci zdecydowali, że odejdą na drugi krąg i dali pełną moc silników. Po oderwaniu się od ziemi piloci schowali klapy z pozycji 40 do 15. Samolot ledwo mijając pług śnieżny, na wysokości około 100 metrów, nagle gwałtownie obrócił się w lewo i uderzył w ziemię, po lewej stronie pasa startowego. Zginęły 42 osoby, jednak 7 przeżyło.

## Przyczyny
Podczas śledztwa ustalono, że główną przyczyną katastrofy było pozostawienie odwracacza ciągu lewego silnika w pozycji otwartej podczas odejścia na drugi krąg. Kiedy samolot ląduje, odwracaczy ciągu używa się do hamowania, ale podczas lotu mogą spowodować utratę kontroli. Załoga lotu 314 podczas próby odejścia na drugi krąg, omyłkowo dała pełną moc silników chowając odwracacz tylko prawego silnika, co spowodowało, że prawy silnik dawał pełną moc do przodu, a lewy generował ciąg wsteczny. To poskutkowało niekontrolowanym przechyłem maszyny w lewo.